# Gregori de Nissa
Gregori de Nissa (grec antic: Γρηγόριος Νύσσης)  (Kayseri, c. 335 - Nevşehir, c. 395) fou bisbe de Nissa del 372 al 376 i del 378 fins a la seva mort el 395. És venerat com a sant per l'Església Catòlica Romana, l'Església Ortodoxa, les esglésies ortodoxes orientals, l'anglicanisme i el luteranisme. Gregori, el seu germà gran Basili de Cesarea i el seu amic Gregori de Nazianz són coneguts col·lectivament com els Pares Capadocians. Fou un teòleg cristià erudit que va fer contribucions significatives a la doctrina de la Trinitat i al Credo de Nicea i els seus escrits filosòfics foren influïts per Orígenes.

## Biografia
Era fill de sant Basili el Vell i germà petit de Basili el Gran i va néixer a Cesarea de Capadòcia vers el 331. Va tenir una bona educació i fou amic de Gregori de Nazianz, amb qui no va compartir els punts de vista.
Fou mestre de retòrica i després va esdevenir sacerdot ordenat pel seu germà i nomenat bisbe de Nissa, a Capadòcia, vers el 372. Fou perseguit pels arrians i van aconseguir el seu desterrament el 375, però fou cridat per l'emperador Flavi Gracià, a la mort de Valent (378).
El 379 va estar present al sínode d'Antioquia, i després va visitar la seva germana Macrina al Pont, per anar més tard a Aràbia a inspeccionar les esglésies de la zona per encàrrec del sínode d'Antioquia.
Va tornar el 380 o 381 visitant pel camí Jerusalem. El 381 va assistir al concili de Constantinoble i va presentar el seu llibre contra Eunomi l'arrià; per la seva influència la doctrina catòlica sobre l'Esperit Sant es va incorporar al credo de Nicea. Va fer l'oració funerària del president del consell de bisbes Meleci d'Antioquia.
Deplorava les controvèrsies religioses que sacsejaven la societat romana:
| « | Arreu hi ha una munió de gent debatent coses incomprensibles: al carrer, als mercats, a les cruïlles. Si demanes el preu d'una cosa, et donen una resposta filosòfica sobre allò que ha estat creat i allò que no. Si vols saber quant costa el pa, et responen que el Pare és més gran que el Fill. Si preguntes on és el lavabo, et diuen que el Fill fou creat del no-res. | » |
| — | |   |

També fou present al segon concili de Constantinoble el 394, i probablement va morir no gaire temps després.
Estava casat amb Teosèbia, però després va adoptar les tesis de Pau de Tars que començaven a prevaldre a l'església sobre el celibat del clergat. Fou un retòric eminent encara que de vegades extravagant. La seva teologia tenia influències d'Orígenes.

## Obra

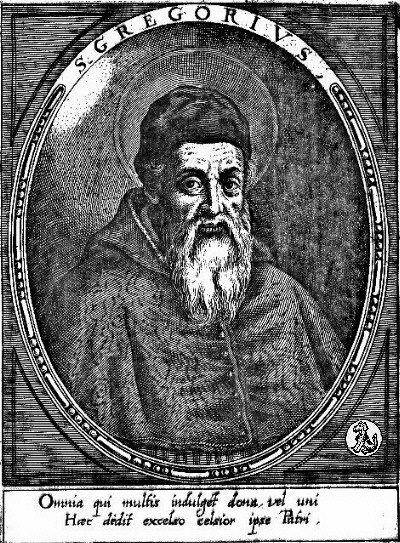
Gravat del s. XVII

La seva obra la formen:

### Obres dogmàtiques
- Gran catequesi (ca. 386). Tractat de teologia sistemàtica de la doctrina cristiana, el primer després dels De principiis d'Orígenes; es basa en la metafísica, no només en l'autoritat de les Escriptures.
- Diàleg amb Macrina. Narra la conversa entre Gregori i la seva germana Macrina que, segons diu, va morir l'endemà. És com una contrapartida cristiana al Fedó de Plató.

### Obres teològiques, contra les heretgies
- Contra Eunomi. Quatre tractats contra l'arrianisme. Els dos primers es van llegir al Concili de Constantinoble de 381, davant Gregori de Nazianz i Jeroni d'Estridó. A més, defensa el pensament teològic de Basili el Gran.
- Contra fatum. Diàleg amb un filòsof pagà contra el fatalisme astrològic.
- Dos tractats contra l'apol·linarisme, on Gregori insisteix en la unió de les dues naturaleses de Crist.
- Quatre tractats sobre la doctrina trinitària: Pare, Fill i Esperit Sant són tres modes d'ésser, tres relacions d'un únic ésser.

### Obres exegètiques
- De opificio hominis (De la creació de l'home). Gregori completa l'Hexameron del seu germà Basili.
- Explicatio apologetica in Hexameron (Explicació apolegètica dels sis dies). Continuació de l'obra anterior.

### Obres ascètiques i místiques
- De pythonissa. Escrit sobre la pitonissa d'Endor, on diu que la pitonissa no va veure Samuel, sinó un dimoni.
- De les inscripcions dels psalms. Cinc llibres sobre els salms de David, que representen una escala gradual envers la perfecció i on els seus títols tenen una significació al·legòrica.
- Vuit homilies sobre l'Eclesiastès. La renúncia condueix els sentits a la pau.
- Quinze homilies sobre el Càntic dels càntics. El poema és una al·legoria de la unió nupcial entre Déu i l'ánima; defensa la interpretació espiritual d'Orígenes.
- Dues homilies sobre la primera epístola als corintis.
- De l'oració dominical. Cinc homilies sobre la imatge de Déu a l'ànima humana.
- De les beatituds. Vuit homilies sobre els graus ascendents de les beatituds.

### Obres ascètiques i monàstiques
És la part més personal de l'obra de l'autor. Gregori concep el monaquisme com a doctrina espiritual, amb una profunda orientació religiosa. S'hi revela com el «pare del misticisme».
- De virginitate (De la virginitat). Tractat, primera obra de Gregori, escrit poc després de 370. De virginitate

De virginitate

- Del nom i la professió dels cristians. El cristianisme és la imitació de la natura divina, la restauració de la imatge primera.
- De la perfecció cristiana. Dedicada al monjo Olimpi, comenta els textos cristològics de Sant Pau, arribant a la conclusió que la perfecció veritable no pot assolir-se, ja que contínuament tendirà envers alguna cosa millor, ja que és il·limitada.
- Vida de Macrina. Escrit després que morís la germana de Gregori, el 379, que és presentada com a model de la perfecció cristiana.
- Hipotiposi o De instituto christiano. Escrit cap al final de la seva vida, és una síntesi del seu pensament. És una de les seves obres cimeres, en particular en l'exposició sobre la naturalesa de l'ascetisme i la vida monàstica. Va tenir gran influència sobre altres autors com Joan Cassià o Benet de Núrsia.

### Discursos, sermons i cartes
- Sermó sobre l'Ascensió. Primer testimoni de la festa de l'Ascensió diferenciada de la Pentecosta, del 388.
- Trenta cartes conservades.

## Teologia
Tradicionalment, s'ha considerat que Gregori era un teòleg trinitari ortodox, que fou influït pel neoplatonisme de Plotí i creia en la salvació universal igual que Orígenes. No obstant això, com a pensador original i complex, és difícil de classificar, i molts aspectes de la seva teologia són controvertits tant entre els teòlegs ortodoxos orientals conservadors com entre els acadèmics occidentals. Això es deu sovint a la manca d'estructura sistemàtica i a la presència d'incoherències terminològiques en l'obra de Gregori.

### Concepció de la Trinitat
Gregori, en la línia del que planteja Basili, va definir la Trinitat com «una essència [οὐσία] en tres persones [ὑποστάσεις]», la fórmula adoptada pel Concili de Constantinoble l'any 381. Com els altres pares capadocis, a Contra Eunomius defensa la consubstancialitat de la trinitat en contra de la creença aristotèlica d'Eunomi, és a dir, que la substància del Pare no és engendrada, mentre que la del Fill és engendrada. Segons Gregori, les diferències entre les tres persones de la Trinitat resideixen en el seu origen hipostàtic diferent, i la naturalesa trina de Déu es revela a través de l'acció divina (malgrat la unitat de Déu en la seva acció). Per tant, el Fill es defineix com a engendrat del Pare, l'Esperit Sant com a procedent del Pare i el Pare pel seu paper de progenitor. Tanmateix, aquesta doctrina sembla que subordina el Fill al Pare i l'Esperit Sant al Fill. Robert Jenson suggereix que Gregori implica que cada membre de la Divinitat té una prioritat individual: el Fill té prioritat epistemològica, el Pare té prioritat òntica i l'Esperit té prioritat metafísica. Altres comentaristes no hi estan d'acord: Morwenna Ludlow, per exemple, argumenta que la prioritat epistèmica resideix principalment en l'Esperit en la teologia de Gregori.
Els defensors moderns del trinitarisme social sovint afirmen haver estat influenciats per la imatge dinàmica de la Trinitat que tenien els capadocis. No obstant això, seria fonamentalment incorrecte identificar Gregori com a trinitari social, ja que la seva teologia posa l'accent en la unitat de la voluntat de Déu, i creu clarament que les identitats de la Trinitat són les tres persones, no les relacions entre elles.

### Infinitud de Déu
Gregori va ser un dels primers teòlegs a argumentar, en oposició a Orígenes, que Déu és infinit. El seu principal argument per a la infinitat de Déu, que es troba a Contra Eunomi, és que la bondat de Déu és il·limitada, i com que la bondat és un element essencial de Déu, llavors Déu també és il·limitat.
Una conseqüència important de la creença de Gregori en la infinitat de Déu és la seva creença que Déu, com a il·limitat, és essencialment incomprensible per a les ments limitades dels éssers creats. A Vida de Moisès, Gregori escriu: «…tot concepte que prové d'alguna imatge comprensible, per una comprensió aproximada i per endevinar la naturalesa divina, constitueix un ídol de Déu i no proclama Déu». La teologia de Gregori era, doncs, apofàtica: va proposar que Déu s'havia de definir en termes negatius, és a dir, definir-lo pel que sabem que no és, en comptes d'especular sobre el que és.
En conseqüència, Gregori considerà que a causa de la infinitud de Déu, un ésser creat mai no pot arribar a la comprensió de Déu i, per tant, per a l'home tant en la vida com en el més enllà hi ha una progressió constant [ἐπέκτασις, theosis] cap al coneixement inabastable de Déu, en la mesura que l'individu transcendeix contínuament tot allò on arribat abans. A la Vida de Moisès, Gregori parla de tres etapes d'aquest creixement espiritual: la foscor inicial de la ignorància, després la il·luminació espiritual, i finalment una foscor de la ment en la contemplació mística del Déu que no es pot comprendre.

### Universalisme
Gregori sembla haver cregut en la salvació universal de tots els éssers humans. Gregori argumenta que quan Pau diu que «Déu serà tot en tots», això vol dir que encara que alguns hagin de passar per un llarg període de purificació, finalment «cap ésser romandrà fora dels salvats» i que «cap ésser creat per Déu no caurà fora del Regne de Déu». A causa de la unitat de la naturalesa humana en Crist «tots, gràcies a la unió els uns amb els altres, estaran units en comunió amb el Bé, en Jesucrist Nostre Senyor». Amb la seva encarnació, mort i resurrecció, Crist aconsegueix «la salvació comuna de la naturalesa humana».
Gregori també va descriure l'obra de Déu d'aquesta manera: «El seu fi [de Déu] és un, un de sol; és a dir: quan tota la nostra raça s'haurà perfeccionat des del primer home fins a l'últim; uns havent estat netejats del mal en aquesta vida, altres després d'haver estat guarits pel Foc durant el temps necessari, d'altres havent estat en la seva vida aquí inconscients tant del bé com del mal, per oferir a cadascun de nosaltres la participació en les benediccions que hi ha en Ell, que, ens diu l'Escriptura, «l'ull no ha vist, ni l'orella no ha sentit, ni el pensament no ha arribat mai». Que això és el que Gregori creia i ensenyava és afirmat per la majoria dels estudiosos. Una minoria d'estudiosos ha argumentat que Gregori només va afirmar la resurrecció universal.
A la Vida de Moisès, Gregori escriu que de la mateixa manera que la foscor va deixar els egipcis al cap de tres dies, potser la redempció [ἀποκατάστασις] s'estendrà als qui pateixen a l'Infern [γέεννα]. Aquesta salvació no només es pot estendre als humans, sinó que tal com planteja Orígenes, hi ha passatges on sembla suggerir (encara que a través de la veu de Macrina) que fins i tot els dimonis tindran un lloc en el «món de la bondat» de Crist. Les interpretacions de Gregori de la Primera carta als Corintis 15:28 («I quan tot li haurà estat sotmès…») i Filipencs 2:10 («perquè en el nom de Jesús tothom s'agenolli al cel, a la terra i sota la terra») donen suport a aquesta comprensió de la seva teologia.
No obstant això, al Gran Catecisme, Gregori suggereix que mentre que cada humà serà ressuscitat, la salvació només s'atorgarà als batejats, encara que també afirma que els altres moguts per les seves passions poden ser salvats després de ser purificats pel foc. Tot i que creu que no hi haurà més mal en el més enllà, tot i que probablement això no impedeix la creença que Déu podria condemnar eternament amb justícia els pecadors. Per tant, la principal diferència entre la concepció de Gregori de ἀποκατάστασις i la d'Orígenes seria que Gregori creu que la humanitat tornarà col·lectivament al bé, mentre que Orígenes creu que la salvació personal serà universal. Tanmateix, aquesta interpretació de Gregori ha estat criticada recentment. De fet, aquesta interpretació es contradiu de manera explícita en el mateix «Gran Catecisme», ja que al final del capítol XXXV Gregori declara que aquells que no han estat purificats per l'aigua mitjançant el baptisme seran purificats al final pel Foc, perquè «la seva naturalesa pugui ser purificada novament a Déu». Al contrari, sant Gregori també afirma que «sense la font de regeneració és impossible que l'home estigui en la resurrecció», és a dir, que la salvació no serà universal. A més, al següent capítol (cap. XXXVI), Gregori diu que aquells que siguin purificats del mal seran admesos a la «companyia celestial».

Tractant de conciliar aquestes posicions contràries, el teòleg ortodox oriental Dr. Mario Baghos assenyala que:
| « | Al principi el sant sembla contradir-se a si mateix en aquests passatges; d'una banda, afirmà la salvació de tots i l'erradicació completa del mal i, de l'altra, que el foc necessari per depurar el mal "no dorm", és a dir, és etern. L'única solució a aquesta incoherència és veure qualsevol al·lusió a la salvació universal en sant Gregori com una expressió de la intenció de Déu per a la humanitat, cosa que de fet s'acredita quan la seva germana santa afirma que Déu té "un objectiu, […] alguns de seguida, fins i tot en aquesta vida, purificats del mal, altres curats després a través del foc durant el temps adequat.". Que podem escollir entre acceptar o ignorar aquesta purificació queda confirmat per les nombroses exhortacions del sant que emprenem lliurement el camí virtuós. | » |

La doctora Ilaria Ramelli ha fet l'observació que per a Gregori el lliure albir era compatible amb la salvació universal, ja que cada persona acabaria acceptant el bé després d'haver passat per la purificació. No obstant això, alguns interpreten que Gregori admet que Judes i pecadors semblants mai no seran completament purificats quan va escriure, «allò que mai va existir ha de ser preferit al que ha existit en aquest pecat. Perquè, pel que fa a aquest últim, a causa de la profunditat del mal arrelat, el càstig en el camí de la purga s'estendrà fins a l'infinit». Tanmateix, Ramelli tradueix el grec original «εἰς ἄπειρον παρατείνεται ἡ διὰ τῆς καθάρσεως κόλασις» com «el càstig previst per a la purificació tendirà a una durada indefinida». Es necessiten fonts addicionals per interpretar correctament el capítol qüestionat.

### Antropologia
La seva antropologia es basa en la distinció ontològica entre allò creat i allò no creat. L'home és una creació material i, per tant, limitada, però infinita en la mesura que la seva ànima immortal té una capacitat indefinida d'apropar-se al diví. Gregori creia que l'ànima es crea simultàniament a la creació del cos (en oposició a Orígenes, que creia en la preexistència de l'ànima), i que, per consegüent, els embrions eren persones. Per Gregori, l'ésser humà és excepcional, atès que és creat a imatge de Déu. La humanitat és teomòrfica tant pel fet de tenir consciència de si mateix com pel lliure albir. Aquest últim que dona poder existencial a cada individu, perquè a Gregori, en ignorar Déu, nega la pròpia existència. Al Càntic dels Càntics, Gregori descriu metafòricament les vides humanes com a quadres creats per aprenents a mestre: els aprenents (les voluntats humanes) imiten l'obra del seu mestre (la vida de Crist) amb bells colors (virtuts), i així l'home s'esforça per ser un reflex de Crist. Gregori, contràriament a la majoria dels pensadors de la seva època, va veure una gran bellesa a Caiguda de l'home: del pecat d'Adam de dos humans perfectes n'acabaria sorgint una miríada.

#### L'esclavitud
Gregori va ser una de les primeres veus cristianes que va escriure contra l'esclavitud, declarant que la institució era intrínsecament pecadora.
| « | Si [l'home] és a semblança de Déu, … qui és el seu comprador, digueu-m'ho? Qui és el seu venedor? Només a Déu pertany aquest poder; o millor dit, ni tan sols a Déu mateix. […] Déu, doncs, no reduiria el gènere humà a l'esclavitud, ja que [Déu] mateix, quan havíem estat esclaus del pecat, ens va recordar espontàniament a la llibertat. Però si Déu no esclavitza allò que és lliure, qui és el que posa el seu propi poder per sobre del de Déu? | » |
| — Gregori de Nissa, Homilies on Ecclesiastes, The evils of slave-owning; Hall and Moriarty, trs., de Gruyter (New York, 1993) p. 74. | |   |

Gregori va utilitzar la definició de Plató de la virtut com «quelcom que no admet cap amo [ἀδέσποτον]» al servei dels seus propis arguments teològics contra l'esclavitud: (1) cada humà és imatge de Déu i, per tant, lliure, (2) la igualtat de tots els humans reflecteixen la igualtat de les Persones divines i (3) de la mateixa manera que la naturalesa divina no es pot dividir en esclavitud (δουλεία) i domini (δυναστεία, κυριότης), tampoc la naturalesa humana; tota la creació és esclava, però només de Déu.
Tot i que l'estoic Sèneca havia criticat els amos d'esclaus cruels i els havia aconsellat que tractessin els esclaus amb amabilitat (o almenys els de bon caràcter), els estoics mai van qüestionar la institució de l'esclavitud, que es considerava una part de la vida quotidiana al món antic. La crítica de Gregori de Nissa va ser la primera i única crítica sostinguda de la institució de l'esclavitud feta al món antic.

### Neoplatonisme
Hi ha moltes similituds entre la teologia de Gregori i la filosofia neoplatònica, especialment la de Plotí. Concretament, comparteixen la idea que la realitat de Déu és completament inaccessible per a l'ésser humà i que l'home només pot arribar a veure Déu a través d'un viatge espiritual en què el coneixement [γνῶσις] és rebutjat a favor de la meditació. Gregori no es refereix a cap filòsof neoplatònic en la seva obra, i només hi ha un passatge en disputa que podria citar directament Plotí. Tenint en compte això, sembla possible que Gregori estigués familiaritzat amb Plotí i potser altres figures del neoplatonisme. Tanmateix, existeixen algunes diferències significatives entre el neoplatonisme i el pensament de Gregori, com l'afirmació de Gregori que la bellesa i la bondat són equivalents, que contrasta amb la visió de Plotí que són dues qualitats diferents. Tanmateix, Plotí diu «I la Bellesa, aquesta Bellesa que també és el Bé», implicant que l'U Platònica que és el Bé és també Bellesa.
Els teòlegs ortodoxos orientals són generalment crítics amb la teoria que Gregori va ser influït pel neoplatonisme. Per exemple, el metropolità Hierotheos de Nafpaktos argumenta a Vida després de la mort que Gregori es va oposar a tots els esforços filosòfics (a diferència dels teològics) com a contaminats de mundanitat. Aquesta visió és recolzada per Contra Eunomi, on Gregori denuncia Eunomi per situar els resultats de la seva filosofia aristotèlica sistemàtica per sobre dels ensenyaments tradicionals de l'Església.